# Semenišče Leopoldinum
Medškofijsko semenišče Leopoldinum Heiligenkreuz (nemško Überdiözesanes Priesterseminar Leopoldinum Heiligenkreuz; do 30. junija 2007 Collegium Rudolphinum) je katoliško semenišče v bližini cistercijanskega samostana v Heiligenkreuzu v Spodnji Avstriji. Semenišče je kot medškofijsko ustanovo ustanovila Avstrijska škofovska konferenca, od 1. julija 2007 pa deluje pod upravo samostana Heiligenkreuz in je odprto za vse ki študirajo za bodoče duhovnike, še posebej za tiste, ki pristopijo k študiju teologije brez predhodno opravljene mature.

## Zgodovina
Zgodovina današnjega semenišča Leopoldinum se je začela oktobra 1972 z ustanovitvijo medškofijskega semenišča Rudolphinum na Frančiškanski filozofsko-teološki šoli v Schwazu na Tirolskem v Avstriji na pobudo regensburškega škofa Rudolfa Graberja v soglasju z innsbruškim škofom Paulom Ruschem. Oktobra 1975 so to semenišče preselili iz Schwaza v Heiligenkreuz pri Dunaju.
Semenišče v Schwazu, katerega bogoslovci so študirali tudi na Filozofsko-teološki visoki šoli v Heiligenkreuzu, je po smrti škofa Graberja preimenovano v Collegium Rudolphinum in je kot takšno ostalo pod okriljem regensburške škofije do leta 2007. Po tem, ko je regensburška škofija sporočila, da ne more več upravljati semenišča, je avstrijska škofovska konferenca v začetku novembra 2006 odločila, da bo Collegium Rudolphinum pod jurisdikcijo cistercijanske opatije Heiligenkreuz.
Na posebni slovesnosti 19. junija 2007 v samostanu Heiligenkreuz je takratni regensburški škof Gerhard Ludwig Müller predal semenišče Rudolphinum opatiji Heiligenkreuz in njenemu sedanjemu opatu, ki od takrat nosi posebno odgovornost za delovanje semenišča. Ob tej priložnosti je nekdanji Collegium Rudolphinum preimenovan v Medškofijsko semenišče Leopoldinum Heiligenkreuz.